# James P. Hoffa
Pour les articles homonymes, voir Hoffa.
James Phillip Hoffa (1941 -) est un chef syndical américain. Il a été président du syndicat des camionneurs américains, qui regroupe 1,4 million de travailleurs, de 1998 à 2022.

## Biographie

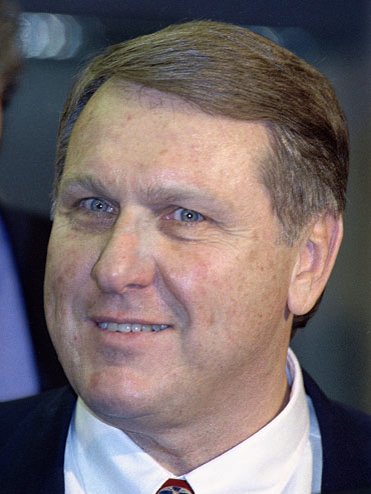
James P. Hoffa photographié en 2004.

Il est le fils d'un autre syndicaliste célèbre, James R. Hoffa, plus connu sous le nom de Jimmy Hoffa, lui aussi président des Teamsters.
Après des études de droit, il a été avocat de ce syndicat de 1968 à 1993.
Il en est élu président en 1998.